# Гејтсвил (Тексас)
Гејтсвил (енгл. Gatesville) град је у америчкој савезној држави Тексас. По попису становништва из 2010. у њему је живело 15.751 становника.

## Демографија
Према попису становништва из 2010. у граду је живело 15.751 становника, што је 160 (1,0%) становника више него 2000. године.
| Група             | 2000.         | 2010.         |
| Белци             | 8.932 (57,3%) | 9.578 (60,8%) |
| Афроамериканци    | 4.210 (27,0%) | 3.155 (20,0%) |
| Азијати           | 54 (0,3%)     | 79 (0,5%)     |
| Хиспаноамериканци | 2.297 (14,7%) | 2.699 (17,1%) |
| Укупно            | 15.591        | 15.751        |